# Astro Bot
Astro Bot — відеогра у жанрі платформер, що розробляється японською студією Team Asobi та видається Sony Interactive Entertainment. Реліз гри відбувся 6 вересня 2024. Гра року за версією премії The Game Awards 2024

## Ігровий процес
Astro Bot є 3D-платформером, де гравець бере під свій контроль робота на ім'я Астро. Гра складається з понад 80 рівнів, розділених на шість галактик і 50 планет. Переміщення між цими галактиками здійснюється за допомогою «Dual Speeder» — космічного корабля, виконаного у формі контролера DualSense для PlayStation 5. Астро також має доступ до нових здібностей, які можуть урізноманітнити ігролад. Серед них — бульдог на ім'я Баркстер, який дає Астро можливість проскакувати крізь ворогів і місцевість, а також пара жаб'ячих рукавичок, які дозволяють Астро наносити удари на відстані і відштовхуватися від певних поверхонь. Крім того, в кінці кожної галактики передбачені битви з босами.
З'явившись вперше в Astro's Playroom, роботи, що посилаються на різних персонажів з відомих ігор та франшиз PlayStation (наприклад, God of War та Uncharted), повернуться в Astro Bot. На офіційній сторінці гри в магазині PlayStation стверджується, що у грі буде понад 150 «VIP-ботів», яких можна буде завербувати.
Як повідомляється, Astro Bot не підтримуватиме PlayStation VR2.

## Розробка та випуск
Astro Bot була анонсована 30 травня 2024 року під час презентації Sony State of Play.

### Українська локалізація
Згідно із заявами українського відеоігрового блогера OLDboi, гра міститиме український текст, що зробить Astro Bot першою грою від Sony з офіційної українською локалізацією. Проте, інформація про це ще не була анонсована офіційно.